# Things to Come
Things to Come (en España, La vida futura; en Hispanoamérica, Lo que vendrá) es una película británica de 1936 dirigida por William Cameron Menzies, con guion de H. G. Wells y basada en la novela Esquema de los tiempos futuros, escrita por el mismo Wells.

## Argumento
La narración comienza en la Navidad de 1940, cuatro años en el futuro.  Mientras la gente normal es feliz de una manera un tanto despreocupada, los periódicos vaticinan la guerra, que efectivamente se declara esa misma noche.
Durante 26 años las grandes potencias mantendrán las hostilidades, destruyendo con bombas las edificaciones y asesinando a los civiles con gases venenosos. Finalmente, cuando el enemigo parece a punto de ser vencido, disemina un virus final, que provoca la Enfermedad Errante, que acabará con la mitad de la raza humana.

La transición desde la sociedad de 1936 hasta este escenario apocalíptico lleva 25 minutos de la película, sin apenas contar nada de la vida del presunto protagonista, John Cabal, un aviador e ingeniero convencido de la necesidad de acabar con la guerra.
La segunda escena nos sitúa al final de la guerra y una vez superada la peste, en el año 1970, al inicio de una nueva época oscura postecnológica en Everytown, donde manda el caudillo The Boss, en perpetua beligerancia con caudillos locales vecinos.

La aeronáutica en Everytown, antes tecnología punta, es impracticable ahora por falta de petróleo y repuestos. Aquí vuelve a aparecer Cabal, pilotando un reluciente monoplano aerodinámico, está más viejo pero igual de vital. Plantea a los  ingenieros y mecánicos como la "hermandad de la eficiencia" y la "masonería de la ciencia", a las órdenes de la civilización y no de los caudillos. 
Se nombra a sí mismo como Alas sobre el cielo, miembro de una nueva sociedad la Comunicación Mundial activa en la zona del Mediterráneo, que es la mantenedora y depositaria del saber científico, y que impide la existencia de estados independientes de estos señores de la guerra, para construir una utopía donde el hombre viva en paz y progreso.
Esta es la parte más moderna de la historia, con buenos, malos, no tan malos y un enfrentamiento de voluntades donde el héroe persigue un objetivo muy concreto, que además, implica la salvación de una chica.
Tras dominar la crisis (a modo de ejemplo con lo que está pasando por todo el mundo) la historia salta varios años, hasta el futuro de 2036, donde la sociedad es lo que John Cabal soñó, una hermandad en continuo progreso que desconoce la guerra e incluso las armas personales.
Pero esta sociedad no está contenta y se subleva contra el gobierno de tecnócratas cuando éstos planean lanzar por primera vez un vehículo tripulado a orbitar alrededor de la Luna.
El descendiente de Cabal, Oswald Cabal, presidente a la sazón, se enfrentará de una manera pasiva a la crisis y el gran cañón disparará el proyectil que transportará a su propia hija al espacio. El progreso no se puede parar, dice Oswald al final. El hombre, el individuo, debe aspirar a vivir feliz; pero la humanidad debe aspirar siempre a llegar más allá. Un día la Luna, otro los planetas, luego las estrellas… y siempre estará al comienzo de la siguiente aventura.

## Las ideas
La tecnocracia, el progreso, la abolición de la guerra... H.G. Wells volcó en este guion sus principales ideas, tratando de transmitir un mensaje de racionalidad en el cual creía profundamente.
Sin embargo, en 1936, una nueva Guerra Mundial estaba muy cerca y Wells equivocó en muy poco su cálculo. Sin duda, no fue tan desastrosa como temió, pero hay que admitir que su sensaciones eran mucho más acertadas que las de la mayoría de sus contemporáneos, cuyo modo de pensar queda también reflejado en la película. La guerra no es tan mala, dicen. Es verdad que en la última murieron muchas personas (más de 20 millones), pero la lucha contra un enemigo común unió al pueblo y la guerra trajo progreso en forma de aplicaciones civiles de la tecnología desarrollada.
Cabal/Wells no está de acuerdo con esta visión. El progreso que trae la guerra puede ser conseguido igualmente y de forma más eficiente si estos esfuerzos se enfocan hacia un fin más productivo. Y en cuanto a la sensación de que “algo grande” sucede y une a los países, Wells se muestra partidario de la propia abolición de las fronteras como uno de los males del mundo.
Wells, pese a su gusto por la recreación de la guerra de forma casi lúdica (se le considera el inventor de los juegos de guerra de mesa), era poco optimista al respecto y veía con recelo el crecimiento armamentístico que por entonces se basaba en el "poder aéreo", uno de los ejes del argumento. De hecho, debió dejar por escrito, en el prefacio de alguna de sus obras, que deseaba para su epitafio en su tumba lo siguiente: "I told you so. You damned fools" (Os lo dije. Malditos tontos).

## Adaptación y metraje
A pesar de no contar una historia convencional, la película es muy entretenida y consigue transmitir aún hoy parte del sueño utópico de Wells. El metraje original, de 117 minutos, es de suponer que desarrollaba o ejemplificaba mejor algunos puntos sobre los que se pasa con demasiada ligereza, fundamentalmente en el tercer acto, apenas esbozado y lleno de clichés.
En cuanto al guion de Wells, hay que señalar que no es una simple adaptación de su novela de 1933, Esquema de los tiempos futuros, sino que contiene detalles e ideas de una de sus obras de no-ficción, El trabajo, la riqueza y la dicha de la Humanidad.